# Chróścina (województwo dolnośląskie)
Chróścina (niem. Kraschen) – wieś w Polsce położona w województwie dolnośląskim, w powiecie górowskim, w gminie Góra.

## Podział administracyjny
W latach 1975–1998 miejscowość administracyjnie należała do województwa leszczyńskiego.

## Nazwa
Według niemieckiego językoznawcy Heinricha Adamy’ego nazwa pochodzi od staropolskiej nazwy "kraszenia" - oznaczającej barwienie, ozdabianie czegoś. W swoim dziele o nazwach miejscowych na Śląsku wydanym w 1888 roku we Wrocławiu wymienia on najstarszą nazwę miejscowości w polskiej formie Kraszow tłumacząc jej znaczenie "Schonfeld" czyli po polsku "Ładne pole". Nazwa została zgermanizowana przez Niemców na Kraschen w wyniku czego utraciła swoje pierwotne znaczenie. Polska administracja spolonizowała zgermanizowaną nazwę na Chróścina w wyniku czego nie wiąże się ona obecnie z pierwszym znaczeniem.

## Zabytki
Do wojewódzkiego rejestru zabytków wpisane są obiekty:
- kościół parafialny pw. św. Michała Archanioła z 1483 roku (przebudowywany w latach 1862 i 1932) z okalającym go cmentarzem. Z pierwotnego wyposażenia zachowała się drewniana rzeźba Marii z Dzieciątkiem, znajdująca się obecnie we wnętrzu kościoła. Na zewnętrznych ścianach zachowały się wmurowane płyty upamiętniające właścicieli Chróścina
- zespół pałacowy, na który składają się:
  - pałac, pierwotnie renesansowy dwór, obecnie o cechach barokowych. W pierwszej poł. XVII wieku nastąpiła przebudowa, z której do dzisiaj zachowały się sklepienia i stropy na parterze. W XIX wieku nastąpiły kolejne przebudowy (m.in. podwyższono budynek), a ok. 1937 roku przekształcono wnętrza
  - park z XIX wieku
  - folwark z XIX/XX wieku (dwa spichlerze, stodoła, dwie obory, stajnia i czworaki)
  - figura św. Jana Nepomucena z XVIII wieku